# Rafael Lorente de No
Rafael Lorente de No (Zaragoza, 8 de abril de 1902-Tucson, 2 de abril de 1990) fue un científico español que desarrolló la mayor parte de su vida profesional como exiliado en Estados Unidos.

## Biografía
En España trabajó en el laboratorio de Santiago Ramón y Cajal en Madrid; con ese trabajo pudo publicar su primer estudio, La corteza cerebral del ratón en 1922. Tras concluir su estancia en el laboratorio de Cajal manifestó su intención de proseguir su incipiente carrera en el extranjero, a través de la Junta de Ampliación de Estudios. De esta forma estudió en los Países Bajos, en Alemania y en Suecia, trabajando entre 1924 y 1927 en Upsala y Berlín, donde publicó artículos en alemán. En mayo de 1931 fue a Estados Unidos, al Central Institute for the Deaf, frustrado por las escasas posibilidades de investigación en España, definiéndose a sí mismo como un exiliado, forzado a marcharse para progresar en su carrera. En 1934 estabilizó su estancia en el país, con un pasaporte oficial para él y su familia, logrado con la ayuda de José Castillejo, secretario de la JAE. En los primeros meses de su estancia en Estados Unidos tuvo problemas para adaptarse por su dificultad para escribir en un inglés gramaticalmente correcto; por ello hasta 1932 no publicó ningún artículo en inglés, utilizando ese tiempo para perfeccionar su gramática inglesa.
Al principio de los años treinta se planteó la posibilidad de volver a España, con la mejora de condiciones científicas que se preveía en el nuevo régimen republicano. Sin embargo, en 1933 descartó esta opción ante la previsible victoria de los partidos de derecha. Ante las "inquietantes" perspectivas que le transmitió su círculo científico en España durante el bienio radical-cedista, Lorente decidió permanecer en Estados Unidos. En 1935 trabajó brevemente como lector en la facultad de Medicina de la Universidad de Washington, y al año siguiente se trasladó al Instituto Rockefeller, donde permaneció hasta 1972, una vez que el instituto fue reorganizado como universidad en 1953. Su integración en los círculos científicos norteamericanos fue total: tras ser naturalizado en 1944, fue elegido miembro de la Academia Nacional de Ciencias en 1950. Nunca regresó a España, permaneciendo en Estados Unidos como profesor emérito tras su jubilación en 1970 hasta su muerte en Tucson en abril de 1990.
Si bien su trabajo científico es relativamente valorado en Estados Unidos, su figura está olvidada en su país natal. Sus contribuciones son especialmente notables en el campo de la neurofisiología moderna. Entre sus publicaciones destacan Correlation of nerve activity with polarization phenomena de 1946 y A study of nerve physiology de 1947. Publicó su último libro, The primary acoustic nuclei en 1981.